# Urtsuaran
Urtsuaran es un barrio del municipio español de Idiazábal, perteneciente a la provincia de Guipúzcoa, en la comunidad autónoma del País Vasco.

## Toponimia
El nombre del lugar puede aparecer mencionado con las grafías «Urtsuaran» y «Ursuaran».

## Historia
Hacia 1860, el lugar, un barrio por entonces compartido por Segura e Idiazábal, tenía contabilizada una población de 208 habitantes. Aparece descrito en el Diccionario histórico-geográfico-descriptivo de los pueblos, valles, partidos, alcaldías y uniones de Guipúzcoa (1862) de Pablo de Gorosábel con las siguientes palabras:

URSUARAN: barrio del territorio comun de las villas de Segura é Idiazabal, situado sobre el antiguo camino de Navarra, á los 1 gr. 28 min. 28 seg. de longitud oriental, 42 gr. 59 min. 40 seg. de latitud septentrional. Confina por oriente con el barrio de Aya de Ataun, por poniente con Cegama, por sur con los montes de Alzania, por norte con Segura é Idiazabal. La poblacion se compone de las casas de habitacion del cura, sacristan y peon caminero, de once caseríos de labranza, y una venta situada en el alto de Echegarate, con 208 habitantes. Tiene una anteiglesia de la advocacion de San Miguel, de reciente ereccion, dependiente de la matriz de Segura; y tambien un alcalde pedáneo del ordinario de esta villa, nombrado por el gobernador de la provincia, con arreglo á la ley de ayuntamientos vigente. En este barrio hubo anteriormente una ferrería en que se trabajaba acero; la cual en el dia se halla inhabilitada, y reducida á molino harinero. Su terreno produce maiz, nabo, legumbres y castaña, y tiene algun ganado vacuno, ovejuno y de cerda. Tiene en su término administracion de derechos provinciales con el correspondiente resguardo.
(Gorosábel, 1862, p. 570)

En la actualidad, pertenece al municipio de Idiazábal. En 2023, la entidad singular de población tenía empadronados veintidós habitantes.